# Carlo Luigi Morichini
Carlo Luigi Morichini (Roma, 21 novembre 1805 – Roma, 26 aprile 1879) è stato un cardinale e arcivescovo cattolico italiano.
Ebbe parte di rilievo nella vita politica e diplomatica dello Stato Pontificio nel 1847-1848. Fu anche il principale storico degli istituti di carità di Roma nel XIX secolo ed un poeta latino.

## Biografia

### I primi anni
Carlo Luigi Morichini nacque a Roma il 21 novembre 1805, figlio primogenito del professor Domenico Morichini e di Cecilia Calidi. Compì gli studi elementari presso i padri dottrinari della chiesa di S. Maria in Monticelli e quindi entrò convittore (1816-1821) nel Collegio Nazzareno di Roma.
Terminati gli studi liceali s'iscrisse all'Università di Roma, dove conseguì la laurea in utroque iure (in diritto civile e canonico), nonché in teologia. Durante il periodo universitario partecipò alle attività caritatevoli dell'Ospizio di Tata Giovanni, diventando amico del Beato Giovanni Maria Mastai-Ferretti, allora condirettore dell'ospizio, e futuro Papa Pio IX. Nel 1830, mosso dal particolare legame affettivo che lo legò a questo istituto, ne pubblicò una storia dal titolo: Di Giovanni Borgi, mastro muratore, detto Tata Giovanni, e del suo Ospizio per gli orfani abbandonati.

### Sacerdote e prelato romano
Il 20 dicembre 1828 venne ordinato sacerdote a Roma; nel 1830 fu addetto al Tribunale della Sacra Rota come segretario dell'Uditore mons. Pietro Marini e dell'avvocato Antonio Galimberti. Nel 1833 fu iscritto tra i prelati domestici di Sua Santità, e fu chiamato a diversi incarichi tra cui quelli di Abbreviatore del Parco Maggiore, di prelato Aggiunto della S. Congregazione del Concilio, di Ponente della S. Congregazione del Buon Governo e di Referendario del Tribunale della Segnatura Apostolica.

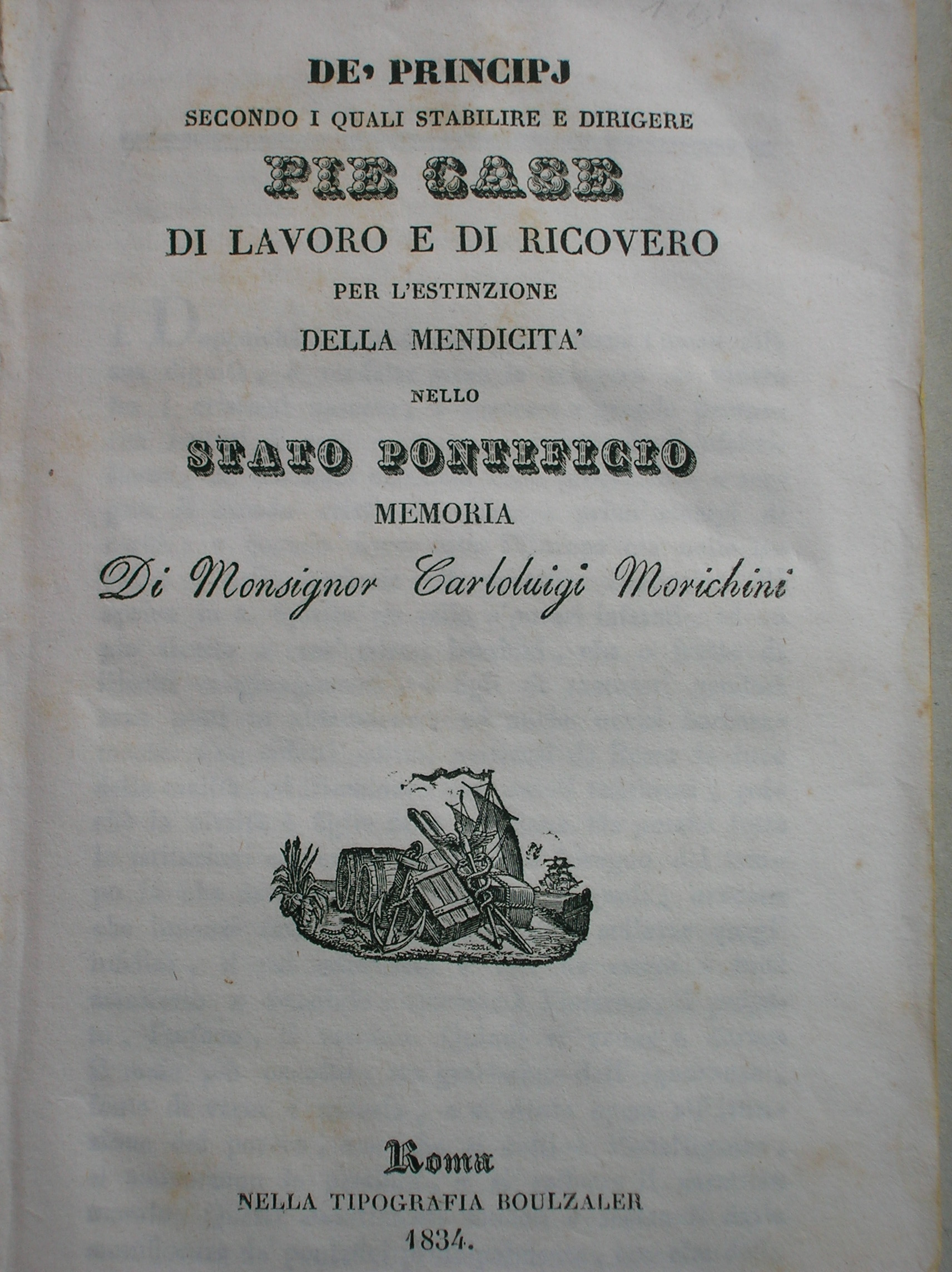
Copertina di uno scritto minore del 1834

Nel 1834 fu vicario del cardinale Nicola Grimaldi nella chiesa collegiale di San Nicola in Carcere ed assunse la direzione effettiva (1834-1840), con il titolo di vicepresidente, dell'ospizio di San Michele a Ripa Grande. La direzione di questo grande Ospizio gli permise di approfondire la conoscenza e il funzionamento dei molti istituti di beneficenza della città; nel 1835 poté quindi dare alle stampe il libro: Degli istituti di pubblica carità e d'istruzione primaria in Roma. Tale opera (tradotta e pubblicata in francese a Parigi nel 1841) lo fece conoscere anche all'estero come esperto di questioni sociali ed economiche. In questo ambito, nel 1836, fu uno dei promotori della costituzione della Cassa di Risparmio di Roma, della quale fu socio fondatore e primo consigliere-segretario. A lui, in particolare, è riconducibile il Proemio allo Statuto e la redazione di un opuscolo divulgativo sulle finalità del nuovo Istituto.
Durante l'epidemia di colera che colpì Roma nell'estate 1837, fu deputato locale per il rione Trastevere di una speciale “commissione de' sussidi” creata dal governo, distinguendosi per zelo e per carità; nel novembre dello stesso anno fu tra i promotori della “Pia Società di soccorso ai poveri orfani dell'epidemia”. Poco dopo assunse la direzione delle Scuole notturne di religione, a seguito della morte dell'avvocato Michele Gigli (fondatore delle scuole stesse) scomparso durante l'epidemia.
Nel 1839 ebbe l'incarico di (giudice) Votante del Tribunale della Segnatura Apostolica e nel 1840 fu nominato chierico della Camera Apostolica; dal 1844 fece anche parte della Congregazione di revisione.
Nel 1842 pubblicò la seconda edizione della sua opera sugli istituti di carità di Roma, aggiungendo un capitolo riguardante le prigioni. Nell'estate 1844 intraprese poi un lungo viaggio per il Piemonte, la Svizzera, la Francia, la Germania, il Belgio e l'Inghilterra, durante il quale ebbe modo di visitare gli istituti di beneficenza di questi paesi. Ebbe infine fama di essere un prelato incline alle idee liberali ed ebbe contatti con attività e personaggi tramite i quali operavano nel contesto italiano le società segrete.

### Nunzio apostolico in Baviera
Il 21 aprile 1845 fu eletto arcivescovo titolare di Nisibi ed il 23 maggio seguente fu destinato nunzio apostolico presso il re Luigi I di Baviera. Il 25 maggio 1845, nella chiesa di S. Maria in Vallicella, ricevette l'ordinazione episcopale dal cardinal Segretario di Stato Luigi Lambruschini assistito da mons. Gaetano Baluffi e da mons. Francesco Brigante Colonna. Durante il periodo della sua nunziatura ebbe anche l'incarico di amministrare il vicariato apostolico di Anhalt.
A Monaco di Baviera egli rimase per poco più di due anni. Sebbene non ricadesse propriamente nei suoi incarichi diplomatici, cercò di far sentire una cristiana parola di conciliazione nella famiglia reale, contribuendo ad una breve pacificazione tra lo stravagante Luigi I e la moglie Maria Teresa di Sassonia-Hildburghausen. Il 5 giugno 1846 impartì invece gli ordini minori al futuro Beato Paul Joseph Nardini
Nel giugno 1847 venne richiamato a Roma in quanto era stato designato per svolgere una missione diplomatica presso l'Impero ottomano, con la visita dei Vicariati Apostolici del Mediterraneo orientale e poi di quelli in alcuni punti delle due Americhe.

### Il 1847-1848
Il 2 agosto 1847 Pio IX decise invece di nominarlo pro-tesoriere generale della Camera Apostolica. La notizia della sua nomina venne accolta positivamente nell'opinione pubblica, specialmente in quella liberale; nei mesi successivi fu inoltre uno dei principali interpreti di quel desiderio di rinnovamento amministrativo dello Stato Pontificio che Pio IX aveva manifestato fin dal momento della sua elezione.
Nell'estate del 1847 partecipò ai lavori di una Commissione incaricata di definire i compiti della Consulta di Stato, inaugurata a Roma il 15 novembre 1847. Negli stessi mesi Pio IX si fece anche promotore di un progetto di Lega doganale tra gli Stati italiani, incaricando per le trattative mons. Corbuli-Bussi, con il quale mantenne uno stretto contatto durante i negoziati. Tale iniziativa rappresentò il più importante tentativo politico-diplomatico dell'epoca volto a realizzare l'unità d'Italia per vie federali.
Il 20 novembre 1847 presentò al Papa, e quindi alla Consulta, una Relazione sullo stato delle finanze romane e sui modi per provvedervi, nella quale esponeva i bilanci previsti per gli anni 1847 e 1848 e proponeva una riforma fiscale basata sull'introduzione di un'imposta generale sul reddito. Questa relazione ebbe molta risonanza a livello nazionale. Luigi Carlo Farini la riportò integralmente nella sua opera storica ed il conte Camillo di Cavour ne parlò in un articolo sul giornale Il Risorgimento. 
Altre considerazioni di orientamento critico intorno al rapporto furono invece pubblicate nel 1848 a Napoli.
Tra la fine del 1847 e l'inizio del 1848 sorsero dei contrasti tra il pro-Tesoriere e la Consulta, la quale non volle dare l'autorizzazione al bilancio preventivo del 1848. Infine questa accordò l'esercizio provvisorio del bilancio il 16 febbraio dopoché il 12 febbraio era stato costituito un nuovo governo (nel quale egli mantenne la carica di pro-Tesoriere), che vide l'ingresso di una significativa presenza laicale.
Il 10 marzo del 1848, alla vigilia della promulgazione dello Statuto dello Stato Pontificio da parte di Pio IX, venne formato il primo governo costituzionale, nel quale fu nominato Ministro delle Finanze ed allo stesso tempo confermato Tesoriere Generale della Camera Apostolica, che diventava esclusivamente un dicastero ecclesiastico.
La situazione finanziaria dello Stato Pontificio andava sempre più peggiorando, a causa principalmente dell'instabilità politica e delle spese militari connesse alla mobilitazione contro l'Austria. Ad inizio aprile egli emanò un importante provvedimento con il quale veniva sospesa la convertibilità delle banconote emesse della Banca Romana, colpita da una grave crisi di liquidità che ne minacciava il fallimento con gravi ricadute sistemiche.
Inoltre, per fronteggiare la delicata situazione finanziaria, propose alla Consulta di Stato e al governo sette progetti che avrebbero assicurato all'erario un incasso straordinario di cinque milioni di scudi. All'articolata e definitiva soluzione da lui proposta (bilanciata tra un aumento della pressione fiscale su alcune categorie di contribuenti e l'imposizione di un prestito forzoso a carico degli enti ecclesiastici) si contrappose quella di breve termine sostenuta dal ministro Marco Minghetti, ovvero la sola emissione di Buoni del Tesoro garantiti su beni ecclesiastici per 2,5 milioni. Constatando come all'interno del governo prevalesse questa seconda alternativa ed a causa della differenza di vedute, fu indotto a presentare le dimissioni che furono accettate il 24 aprile.

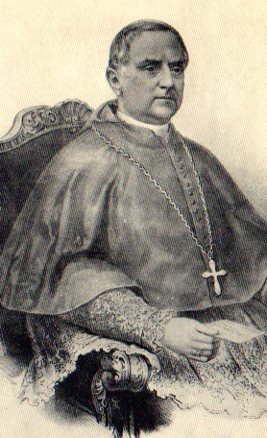
Immagine del cardinale Morichini

Il 29 aprile Pio IX pronunciò la famosa Allocuzione nella quale affermò che non avrebbe potuto e voluto dichiarare guerra all'Austria, nonostante l'esercito pontificio fosse entrato in territorio austriaco a causa delle ambigue disposizioni ricevute. Queste dichiarazioni provocarono le dimissioni di sette ministri, che causarono la caduta del governo Antonelli e la costituzione, il 4 maggio, del governo Mamiani.
Il Papa sentì allora l'esigenza di chiarire la sua posizione nei confronti dell'Imperatore austriaco, ed a causa della rottura delle relazioni diplomatiche ufficiali, decise di inviarlo a Vienna come Delegato Apostolico straordinario.
Morichini partì da Roma il 26 maggio, con il mandato di convincere l'Austria della necessità di riconoscere i confini naturali della nazione italiana e di arrivare ad un pacifico componimento della guerra.
Nel corso del viaggio si fermò a discutere della situazione politica a Firenze con il Granduca Leopoldo II; poi a Valeggio con il re Carlo Alberto di Sardegna. Proseguì quindi per Milano dove incontrò la Giunta Provvisoria di governo, guidata dal conte Casati. Infine il 9 giugno arrivò ad Innsbruck, dove la corte imperiale si era trasferita a causa dei tumulti di Vienna. Egli incontrò più volte i ministri austriaci (in particolare il ministro degli esteri Wessemberg) e l'Imperatore Ferdinando I. La sua missione non ebbe successo; il suo risultato fu comunque influenzato dall'andamento della guerra favorevole all'Austria e da complessi problemi di comunicazione.
Morichini fece ritorno a Roma la sera del 15 luglio. Il 20 luglio gli fu comunicata dal governo la nomina alla vicepresidenza effettiva del Consiglio di Stato, del quale il 13 maggio era diventato membro per volontà sovrana. La scelta del governo era dettata dalla necessità di avere un autorevole vicepresidente che dirigesse i lavori di questo nuovo organo costituzionale, a causa della presidenza solo formale del Ministro di Giustizia pro-tempore. Egli continuò pertanto ad osservare da vicino lo sviluppo della situazione politica romana, che continuava ad evolvere sempre più verso la rivoluzione.
Il 15 novembre 1848 fu assassinato il conte Pellegrino Rossi, presidente del Consiglio. Il giorno dopo fu costituito un nuovo governo, che fu imposto a Pio IX mediante l'assedio al Palazzo del Quirinale. In tali circostanze egli si rifiutò di guidare la delegazione del Consiglio di Stato che andò a salutare il nuovo governo, mantenendo tuttavia formalmente la carica di vicepresidente del Consiglio di Stato fino all'11 gennaio 1849.

### Commendatore di Santo Spirito
Tra le prime disposizioni assunte in seguito alla caduta della Repubblica Romana, Pio IX lo nominò il 3 agosto 1849 Commendatore dell'Arciospedale di Santo Spirito in Sassia: il più grande ed importante complesso aziendale di Roma, dal quale dipendeva anche la direzione dell'omonimo Banco di S. Spirito. Nel mutato contesto politico egli tornò quindi ad occuparsi degli istituti di carità di Roma, ai quali era molto legato e di cui era esperto conoscitore.
Nonostante non fosse particolarmente gradito alla Commissione governativa di Stato (per via della sua propensione ancora attuale verso alcune riforme amministrative e fiscali dello Stato Pontificio), mantenne ugualmente la carica di Tesoriere Generale della Camera Apostolica, che fino alla sua partenza da Roma nel 1854 rimase un ministero ecclesiastico separato rispetto a quello civile delle Finanze.
Per via dell'approfondita conoscenza delle questioni economico-finanziarie, nel settembre 1849 fu comunque nominato presidente di una Commissione consultiva incaricata di esaminare le possibili modalità di ammortizzazione delle carta moneta (titoli del debito pubblico e banconote emesse dalla Banca Romana), che a vario titolo - a seguito degli eventi del 1848-1849 - circolava nello Stato come moneta legale a corso forzoso. Le proposte elaborate dalla Commissione da lui presieduta non furono tuttavia fatte proprie dal governo. Nel 1850, a seguito della riforma ospedaliera della città di Roma, fu inoltre nominato Presidente degli Ospedali Riuniti.
Nel concistoro del 15 marzo 1852 fu creato cardinale-prete da Papa Pio IX, ricevendo il cappello cardinalizio e il titolo di S. Onofrio il 18 marzo 1852. Nello stesso anno curò la pubblicazione della Raccolta degli scritti editi ed inediti del cav. dott. Domenico Morichini”, suo padre. Poco dopo divenne Cardinale-Patrono della Arciconfraternita della SS. Trinità de' Pellegrini e Convalescenti.

### Vescovo di Jesi
Nel concistoro del 23 giugno 1854 fu destinato, con il titolo personale di arcivescovo, alla sede episcopale di Jesi. Nel 1857, insieme con altri vescovi marchigiani, accolse Pio IX al Santuario di Loreto (e poi a Jesi) nel corso del lungo viaggio che il Papa fece all'interno dello Stato Pontificio.
Nel settembre 1860, quando l'esercito piemontese invase le Marche, egli si trovava a Roma in visita ad limina. Non appena ebbe notizia degli avvenimenti in corso, decise di mettersi in viaggio per raggiungere la sua diocesi, ma fu fermato ed incarcerato il 18 settembre a Foligno. Nonostante il rifiuto all'invito di tornare a Roma, il 26 settembre ottenne di proseguire per Jesi.
Egli si trovò dunque a vivere i rapporti conflittuali tra la Chiesa e il Regno d'Italia, mantenendo un comportamento mite ma fermo allo stesso tempo. In particolar modo, nel 1861, redasse un documento di protesta dell'episcopato marchigiano contro una circolare del Ministro di Giustizia, che minacciava i vescovi d'Italia a mutare il loro atteggiamento di opposizione nei confronti del governo.
Il 24 aprile 1864 fu arrestato a Jesi e quindi incarcerato ad Ancona, poiché un canonico della cattedrale, con la sua approvazione, non aveva voluto confessare un ex-impiegato pontificio in ottemperanza a un decreto della S. Penitenzeria Apostolica. In seguito al processo celebrato ad Ancona, il 23 maggio fu assolto e scarcerato, mentre il suo ritorno in diocesi fu sia festeggiato che avversato (segue).
Nel 1867 declinò una proposta informale giunta da Roma volta a conoscere la sua disponibilità per andare a guidare la diocesi di Bologna, dove il cardinale Guidi (arcivescovo designato già dal 1863) non riusciva ad entrare a causa della forte opposizione del governo italiano.
Nel 1869, su impulso del Papa ed in occasione del Concilio Vaticano I, pubblicò la terza edizione del suo libro sugli istituti di carità di Roma. Durante il Concilio, nell'aprile 1870, fu inoltre uno dei promotori (insieme al cardinale Corsi e al cardinale Pecci) di una petizione - sottoscritta dalla maggioranza dei vescovi dell'Italia centrale e appoggiata da diversi cardinali di Curia con incarichi direttivi nel Concilio - che proponeva di seguire lo schema originario dei lavori assembleari senza anticipare la discussione del dogma sull'infallibilità pontificia, al fine di non deteriorare i rapporti con la minoranza dei Padri conciliari anti-infallibilisti. Per volontà ultima di Pio IX tale richiesta non fu tuttavia accolta, in quanto l'acuirsi delle tensioni internazionali che portarono allo scoppio della guerra franco-prussiana facevano presagire la fine anticipata del Concilio (nonché il ritiro della guarnigione francese da Roma e la caduta dello Stato Pontificio), circostanze che entrambe si verificarono nei mesi immediatamente successivi.

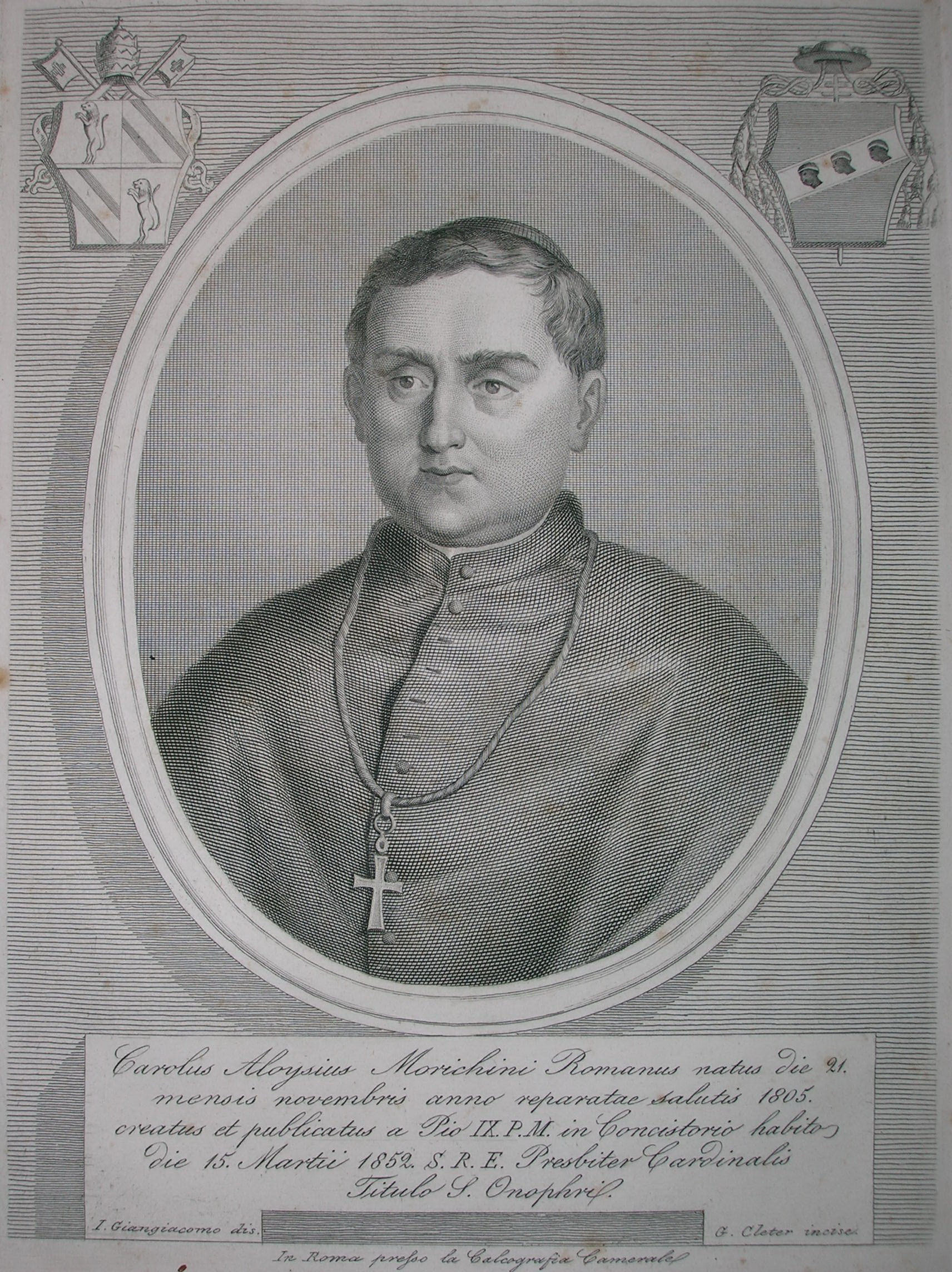
Immagine del card. Morichini, ca. 1870

### Arcivescovo di Bologna
Nel concistoro del 24 novembre 1871 fu destinato arcivescovo metropolita di Bologna, facendo il solenne ingresso nella città emiliana il 24 dicembre 1871. La sua nomina andò incontro ai problemi del “regio exequatur”, che gli impedirono di prendere formalmente possesso della diocesi.
Queste difficoltà lo spinsero, nei primi giorni del 1872, a fare ritorno a Jesi, dove era rimasto amministratore apostolico temporaneo. Poi, dopo alcune sollecitazioni pervenutegli dalla curia romana affinché raggiungesse la sua nuova sede episcopale, nel marzo 1872 tornò definitivamente a Bologna.
Egli si mise subito al lavoro per riorganizzare la vita della diocesi, che usciva da un decennale periodo di confusione, seguita all'occupazione italiana e alla morte dell'arcivescovo Viale Prelà nel 1860. A questo fine, già dal maggio del 1872, intraprese una prima visita pastorale generale (1872-1875), che lo portò ad emanare molte disposizioni nel campo liturgico-amministrativo.
Egli si impegnò inoltre per una sempre migliore preparazione spirituale e culturale del clero bolognese, riorganizzando l'attività del Seminario arcivescovile; nelle sue lettere pastorali riservò invece particolare attenzione al tema del matrimonio e dell'istruzione religiosa.
In questo periodo, inoltre, incominciò a soffrire sempre più di alcuni problemi di salute, che lo indussero a chiedere la rinuncia della sede episcopale. Nel 1876 fu anche presidente onorario della terza riunione nazionale (tenutasi a Bologna) dell'Opera dei Congressi cattolici, i cui lavori furono interrotti nel giorno inaugurale da violente manifestazioni anti-cattoliche.

### Il ritorno a Roma e la morte
Il 22 dicembre 1876 fu nominato Segretario dei Memoriali, facendo così ritorno nella curia romana ed all'amata città natale. Nel concistoro del 15 marzo 1877 optò per il vescovado suburbicario di Albano, col qual titolo entrò il 18 febbraio 1878 nel conclave che seguì la morte di Pio IX.
Nei giorni della Sede Vacante, durante i quali il Sacro Collegio dei Cardinali fu incerto sul luogo dove tenere il conclave, egli inizialmente non prese posizione ma poi espresse la sua preferenza per Roma. Egli occupò la cella n.51 al primo piano del Palazzo Apostolico Vaticano, insieme al segretario don Agostino Gasparini e al cameriere Celestino Mascagni. Egli, che già da molti anni veniva considerato uno dei cardinali papabili del partito moderato, era ancora ritenuto tale nonostante le precarie condizioni di salute.
Il 15 luglio 1878 fu nominato Prefetto del Supremo Tribunale della Segnatura Apostolica dal nuovo Pontefice Leone XIII. Poco dopo, all'inizio del 1879, le sue condizioni di salute si aggravarono, fino alla morte avvenuta a Roma il 26 aprile 1879. I funerali ebbero luogo nella chiesa di S. Spirito in Sassia mentre fu sepolto nella tomba di famiglia nel Cimitero del Verano a Roma.

## Approfondimenti
Esiste una diffusa tradizione, da approfondire storicamente, secondo la quale egli fu il principale punto di riferimento, dopo il ritorno di Pio IX da Gaeta nel 1850, di quanti avrebbero voluto un indirizzo politico moderatamente liberale dello Stato Pontificio.
Egli sarebbe stato tenuto in particolare considerazione per via dell'attività di governo e diplomatica svolta nel 1847-1848. Questa stessa tradizione afferma anche che il Cardinal Segretario di Stato Antonelli si adoperò per la sua partenza da Roma nel 1854.
A questo proposito l'ambasciatore austriaco a Roma von Bach riferisce che nel settembre 1860 - nell'imminenza dell'invasione piemontese delle Marche e dell'Umbria, e della successiva battaglia di Castelfidardo - egli sarebbe stato indicato come successore dell'Antonelli nel ruolo di Segretario di Stato nell'ambito di un non meglio specificato intrigo organizzato dal generale pontificio La Moricière. Altre fonti affermano invece che nel 1864 l'imperatore francese Napoleone III sarebbe intervenuto presso le autorità italiane per favorire la sua scarcerazione, affermando, negli stessi giorni, come la sua fosse “una porpora che odorava di Papato”.
A partire dagli anni 1860 egli fu inoltre uno degli esponenti principali del partito moderato all'interno del Sacro Collegio; alcuni autori fanno anche risaltare l'amicizia e la particolare vicinanza ideale con il più giovane cardinale Pecci, futuro Leone XIII, sia per i giudizi e gli atteggiamenti espressi nei confronti della situazione politica italiana del tempo, che per le posizioni assunte durante il Concilio Vaticano I ed il loro presunto allontanamento dalla curia romana ad opera del cardinale Antonelli (oltre al loro contemporaneo ritorno a Roma nel 1877 poco dopo la morte dell'Antonelli stesso).

## L'attività poetica
Fin dalla giovinezza fu autore di componimenti poetici in latino ed appartenne all'Accademia dell'Arcadia con lo pseudonimo di Callistene Rofeatico. Il volume Carmina, pubblicato a Bologna nel 1876, raccoglie la sua produzione poetica, quasi interamente dedicata a temi e soggetti di vita religiosa. Le sue principali opere sono rappresentate dai poemi religiosi Micheleiods (1864), Danieleidos (1867), Petreidos (1870) e Partheniados (1873); nonché dalle elegie De Maria Perdolente (1863) e Iter Crucis I.C.D.N. (1867). Tra le Epistoli familiari, destinate a parenti ed amici, scritte durante il periodo del vescovado di Jesi, il carme Fragà vinse, nel 1864, un premio alla gara internazionale di poesia latina svoltasi presso l'Accademia Reale dei Paesi Bassi ad Amsterdam.

## Genealogia episcopale e successione apostolica
La genealogia episcopale è:
- Cardinale Scipione Rebiba
- Cardinale Giulio Antonio Santori
- Cardinale Girolamo Bernerio, O.P.
- Arcivescovo Galeazzo Sanvitale
- Cardinale Ludovico Ludovisi
- Cardinale Luigi Caetani
- Cardinale Ulderico Carpegna
- Cardinale Paluzzo Paluzzi Altieri degli Albertoni
- Papa Benedetto XIII
- Papa Benedetto XIV
- Papa Clemente XIII
- Cardinale Marcantonio Colonna
- Cardinale Giacinto Sigismondo Gerdil, B.
- Cardinale Giulio Maria della Somaglia
- Cardinale Luigi Lambruschini, B.
- Cardinale Carlo Luigi Morichini

La successione apostolica è:
- Vescovo Giovanni Battista Maneschi (1869)
- Vescovo Michele Seri-Molini (1871)
- Arcivescovo Domenico Cavallini Spadoni (1871)